# مقاطعة تشانغفينغ
مقاطعة تشانغفينغ هي إحدى مقاطعات منطقة آنهوي في الصين.